# はっとりみつる
はっとり みつる（本名：服部 充、1977年10月8日 - ）は、日本の漫画家、イラストレーター。三重県鳥羽市出身。男性。代々木アニメーション学院卒業。愛称ははみで、これは自身の公式ホームページの名前にもなっている。代表作は『ケンコー全裸系水泳部 ウミショー』、『さんかれあ』。

## 来歴
2000年、『ヤングマガジンアッパーズ』（講談社）で『イヌっネコっジャンプ!』の連載を開始し漫画家デビューを果たす。以降、青年漫画や少年漫画を中心に活動している。

## 作品リスト

### 漫画

#### 連載
- イヌっネコっジャンプ!（『ヤングマガジンアッパーズ』2000年 - 2002年）
- おとぎのまちのれな（『ヤングマガジンアッパーズ』2002年 - 2004年）
- コンチェルト（『ヤングアニマルあいらんど』2005年 - 2011年）
- ケンコー全裸系水泳部 ウミショー[3]（『週刊少年マガジン』2005年 - 2008年）
- さんかれあ（『別冊少年マガジン』2010年 - 2014年）
- 少女不十分（『週刊ヤングマガジン』2015年 - 2016年）
- 綺麗にしてもらえますか。（『ヤングガンガン』2017年20号[4] - 2023年12号[5]） - 連載終了後は季節ごとに読み切りを掲載すると発表されている[5]。
- かいじゅう色の島（『別冊ドラゴンエイジ』→『ヤングドラゴンエイジ』2018年 - 連載中）

#### 読切
- スキトオルナツ（『ヤングキング』2004年8号）
- 僕らのカタチ（『ヤングガンガン』2005年4号 - 6号）
- 雪肌に蛇（『ヤングキング』2008年15号）
- LOVE FOOL（『つぼみ』2009年1号）
- 拝啓 みゆきちゃん（『サンデーGX』2009年3月号）
- グッドラックビアンカ!（『ヤングキング』2009年10号）
- TILT-HOUSE（『ヤングガンガン』2015年6号）
- 秋譚り（『ヤングキングアワーズGH』2015年12月号）
- キュン×２ヤマンバ先生！（『人外の嫁といちゃいちゃする アンソロジーコミック』2016年）

### 書籍

#### 漫画単行本
- 『イヌっネコっジャンプ!』講談社〈アッパーズKC〉2000年 - 2002年、全5巻
- 『おとぎのまちのれな』講談社〈アッパーズKC〉2002年 - 2004年、全7巻
  - （愛蔵版）講談社〈KCデラックス〉2007年、全3巻
- 『ケンコー全裸系水泳部 ウミショー』講談社〈KCマガジン〉2006年 - 2008年、全9巻
- 『さんかれあ』講談社〈講談社コミックス〉2010年 - 2014年、全11巻
- 『コンチェルト』白泉社〈ジェッツコミックス〉2011年、全1巻
- 『〜はっとりみつる SHORT-WORKS〜 HP』銀杏社単行本 2014年、全1巻 ※短編集＋イラスト集
- 『少女不十分』講談社〈ヤンマガKCスペシャル〉2015年 - 2016年、全3巻
- 『四季譚り』少年画報社〈ヤングキングコミックス〉2015年 、全1巻 ※短編集
- 『綺麗にしてもらえますか。』スクウェア・エニックス〈ヤングガンガンコミックス〉2018年 - 、既刊10巻（2023年8月現在）
- 『かいじゅう色の島』KADOKAWA〈ドラゴンコミックスエイジ〉2021年 - 、既刊1巻（2021年3月現在）

#### イラスト集
- 『はみがき2005 はっとりみつる描き下しカレンダー』講談社、2004年11月発行、ISBN 978-4-06-357949-9
- 『下着日和』FOX出版、2006年8月発行、ISBN 4-903421-12-0

### その他
- ケヤッピー・琴葉すずね（鈴鹿メディアパークのキャラクター）のキャラクターデザイン。
- トーバ・トパティ（地元・鳥羽市のご当地グルメ、とばーがーのキャラクター）のキャラクターデザイン。
- 中経出版発行の学習参考書のカバーイラスト。
- スターオーシャン:アナムネシス　キャラクターイラスト（渚のイヴリーシュ）
- キミは一人じゃないじゃん、と僕の中の一人が言った（著：比嘉智康、ファミ通文庫）のイラスト
- アリス・イン・ゾンビーランド ゾンビに撮影許可は必要ですか?（著：空伏空人、電撃の新文芸）のイラスト

## 元アシスタント
- 水兵きき[要出典]